# Lafkenche
Les Lafkenche ("peuple de la côte") sont un groupe ethnique du Chili, appartenant à la culture Mapuche, dont il constitue la branche occidentale. Ils vivent en bordure de mer, sur un territoire qui s'étend de Cañete à Toltén. 